# Дизель-поїзд

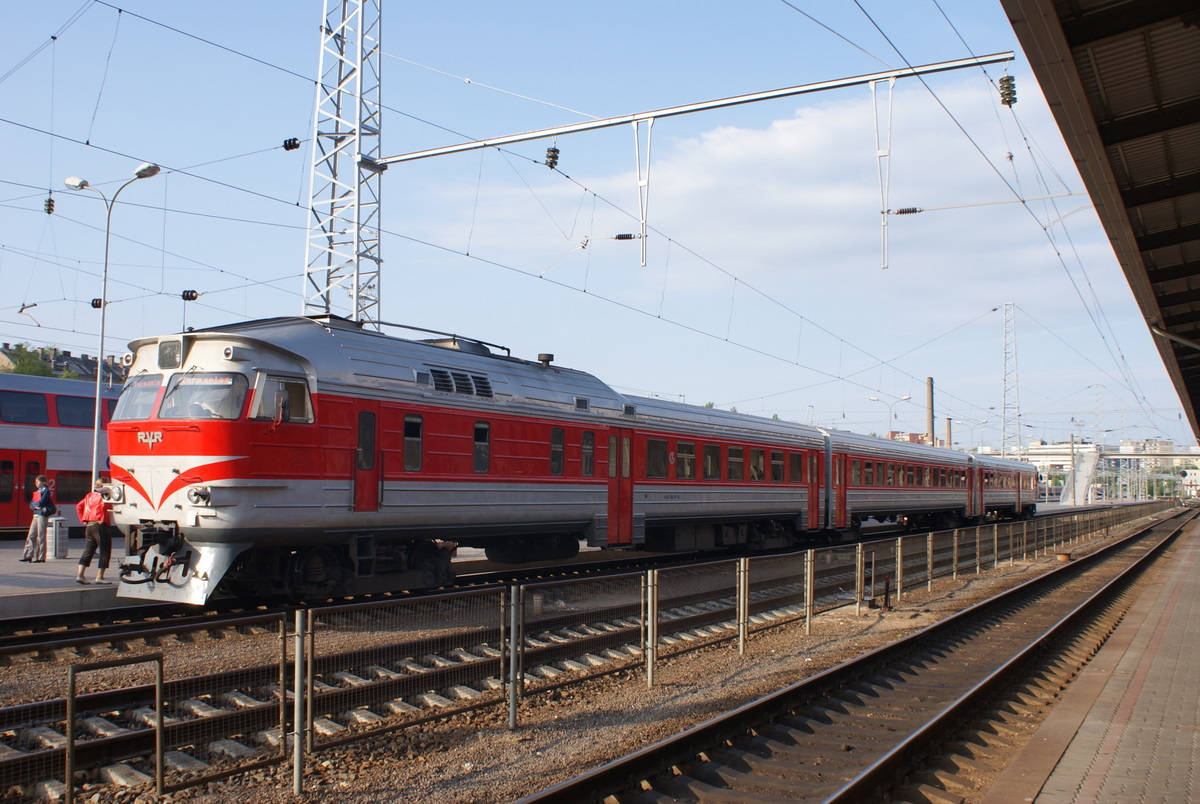
Дизель-поїзд ДР1А на станції Вільнюс-Пасажирський

Дизель-поїзд — різновид моторвагонного рухомого складу, який використовує для приведення в рух енергію дизельних двигунів через механічну, гідравлічну або електричну передачу.
В Україні, станом на листопад 2017 року, парк приміських дизель-поїздів «Укрзалізниці» складає 150 складів.

## Призначення
Дизель-поїзди використовуються для пасажирських перевезень на неелектрифікованих або частково електрифікованих лініях, а також як службовий рухомий склад.

## Конструкція
Дизельні поїзди складаються із моторних, причіпних і головних вагонів. Моторні вагони обладнані дизельними двигунами, обертовий момент яких через механічну, гідравлічну або електричну передачу передається на колісні пари моторного вагону. Головні вагони обладнанні кабінами управління. Вони, зазвичай, також моторні.